# 브라우저 오브젝트 모델
브라우저 오브젝트 모델(Browser Object Model, BOM)은 웹 브라우저에 의해 노출되는 모든 객체를 지칭하는 브라우저별 규칙이다. 문서 오브젝트 모델과는 달리, 구현을 위한 표준이나 엄격한 정의가 없으므로 브라우저 공급업체는 BOM을 원하는 방식으로 자유롭게 구현할 수 있다.
문서를 표시하는 창으로 보이는 것은 브라우저 프로그램이 객체의 계층적 모음으로 보는 것이다. 브라우저가 문서를 구문 분석할 때, 브라우저는 문서를 정의하고 어떻게 표시되어야 하는지 상세하게 설명하는 객체 모음을 생성한다. 브라우저가 생성하는 객체는 문서 오브젝트 모델 (DOM)로 알려져 있다. 이는 브라우저가 사용하는 더 큰 객체 모음의 일부이다. 이 브라우저 객체 모음은 총체적으로 브라우저 오브젝트 모델, 즉 BOM으로 알려져 있다.
계층 구조의 최상위 수준은 문서를 표시하는 창에 대한 정보를 포함하는 window 객체이다. 일부 필드는 문서 및 관련 정보를 설명하는 객체 자체이다.